# Bossiaea carinalis
Bossiaea carinalis är en ärtväxtart som beskrevs av George Bentham. Bossiaea carinalis ingår i släktet Bossiaea och familjen ärtväxter. Inga underarter finns listade i Catalogue of Life.

## Bildgalleri

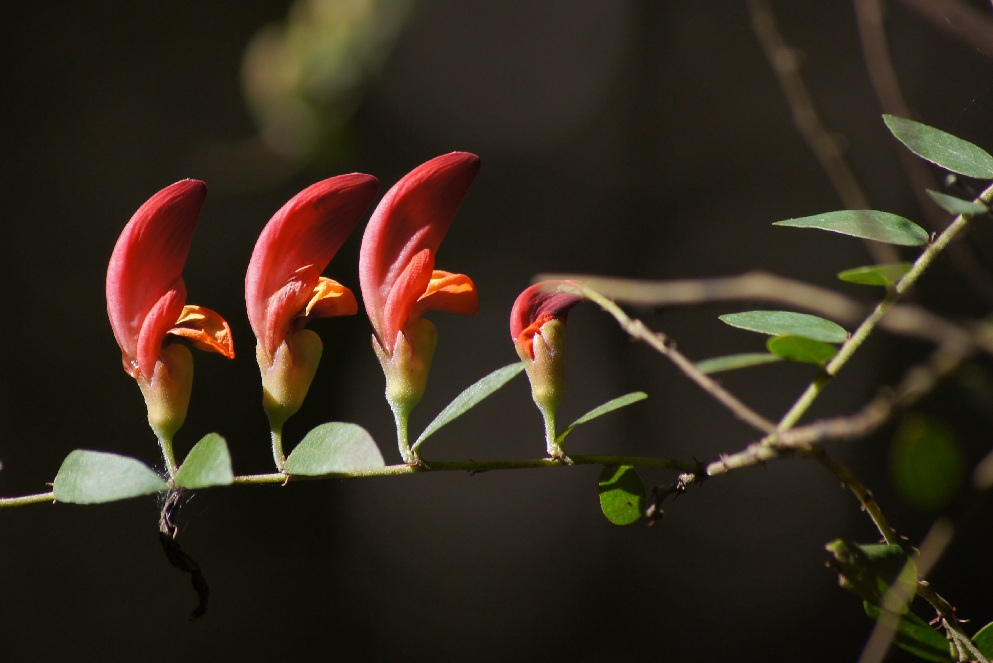